# 서석고등학교
서석고등학교(瑞石高等學校)는 대한민국 강원특별자치도 홍천군 서석면 풍암리에 위치한 공립 고등학교이다.

## 학교 연혁
- 1967년 10월 5일 : 서석농업고등학교 설립인가
- 1968년 5월 25일 : 서석농업고등학교 개교
- 1972년 12월 8일 : 서석고등학교 개편인가
- 2010년 3월 1일 : 기숙형고등학교 운영
- 2022년 12월 30일 : 제53회 졸업식(졸업생 19명, 총 2,927명)
- 2025년 1월 2일 : 제55회 졸업식(졸업생 8명)
- 2025년 3월 1일 : 제22대 장재희 교장 취임
- 2025년 3월 4일 : 2025학년도 입학식(11명)

## 참고 자료
- 서석고등학교 - 한국교육학술정보원 학교알리미